# Ludwig von Reuter
Hans Hermann Ludwig von Reuter (Guben, 1869. február 9. – Potsdam, 1943. december 18.) egy német tengerésztiszt volt, legmagasabb rangjában tengernagy. Nagyobb ismertségre a Scapa Flow-ban internált Nyílt-tengeri Flotta (Hochseeflotte) főparancsnokaként, valamint a flotta általa elrendelt önelsüllyesztése révén tett szert.

## Származása és korai pályafutása
Ludwig von Reuter egy porosz tiszti családba született. Az apja ezredesi rangban szolgált és a porosz–francia háború során veszítette életét. 1885-ben lett kadét a Német Császári Haditengerészetnél (Kaiserliche Marine) az édesanyja sugallatára. 1888-ban szerzett alhadnagyi rangot (Unterleutnant zur See), majd 1910-ben sorhajókapitányi rangot (Kapitän zur See) és lett a Yorck páncélos cirkáló (nagycirkáló) parancsnoka.

## Az első világháborúban
Az első világháború kitörése után két hónappal lett a Derfflinger csatacirkáló (nagycirkáló) parancsnoka, és vett részt új hajójával a doggerbanki csatában. 1915 szeptemberében a IV. felderítőcsoport (Aufklärungsgruppe IV) parancsnoka (Kommodore-ja) lett, mely egységhez a Stuttgart, a Hamburg, a München, a Stettin és a Frauenlob könnyűcirkálók tartoztak. Ezzel az egységgel vett részt a skagerraki csatában 1916. május 31.–június 1-én. 
1916 szeptemberében vette át a II. felderítőcsoport feletti parancsnokságot, melyhez hat könnyűcirkáló tartozott. Zászlóshajója a Königsberg lett. 1916. november 25-én ellentengernaggyá (Konteradmiral) léptették elő. 1917. november 17-én a II. felderítőcsoport cirkálói aknamentesítési hadműveletben vettek részt a Helgolandi-öbölben a Kaiser és a Kaiserin csatahajók biztosítása mellett, mikor nehéz brit egységek próbáltak rajtuk ütni. E második helgolandi csatában sikeresen vonta vissza egységeit a túlerőben lévő ellenség támadása elől a két csatahajó oltalma alá.
1918 januárjában von Reuter az I. felderítőcsoport helyettes parancsnoka lett és 1918 augusztusában Franz von Hipper tengernagyot váltotta ezen alakulat élén.

## Az internálandó flotta élén
Az 1918 novemberi fegyverszünetet követően von Reuter ellentengernagy kapta a feladatot, hogy a (Hochseeflotte) azon részeit, melyeket a fegyverszüneti egyezmény 23. paragrafusa értelmében a békeszerződés megkötéséig egy semleges kikötőben kellett internálni, a kijelölendő kikötőbe vezesse. A britek a pontban foglaltak ellenére a német köteléket a brit felségvizekre vezették, előbb a Firth of Forth-hoz, majd innen tovább a Scapa Flow-i flottatámaszpontjukra. Hipper tengernagy, a Hochseeflotte főparancsnoka nem kívánta személyesen az internálásba vezetni a flottát és ezzel a feladattal von Reutert bízta meg. Von Reuter előbb a Friedrich der Große csatahajón vonta fel a tengernagyi lobogóját, majd 1919 márciusában már Scapa Flow-ban a csatahajón tapasztalt nyugtalanság miatt az Emden könnyűcirkálót tette meg zászlóshajójának.

## Az internált flotta elsüllyesztése

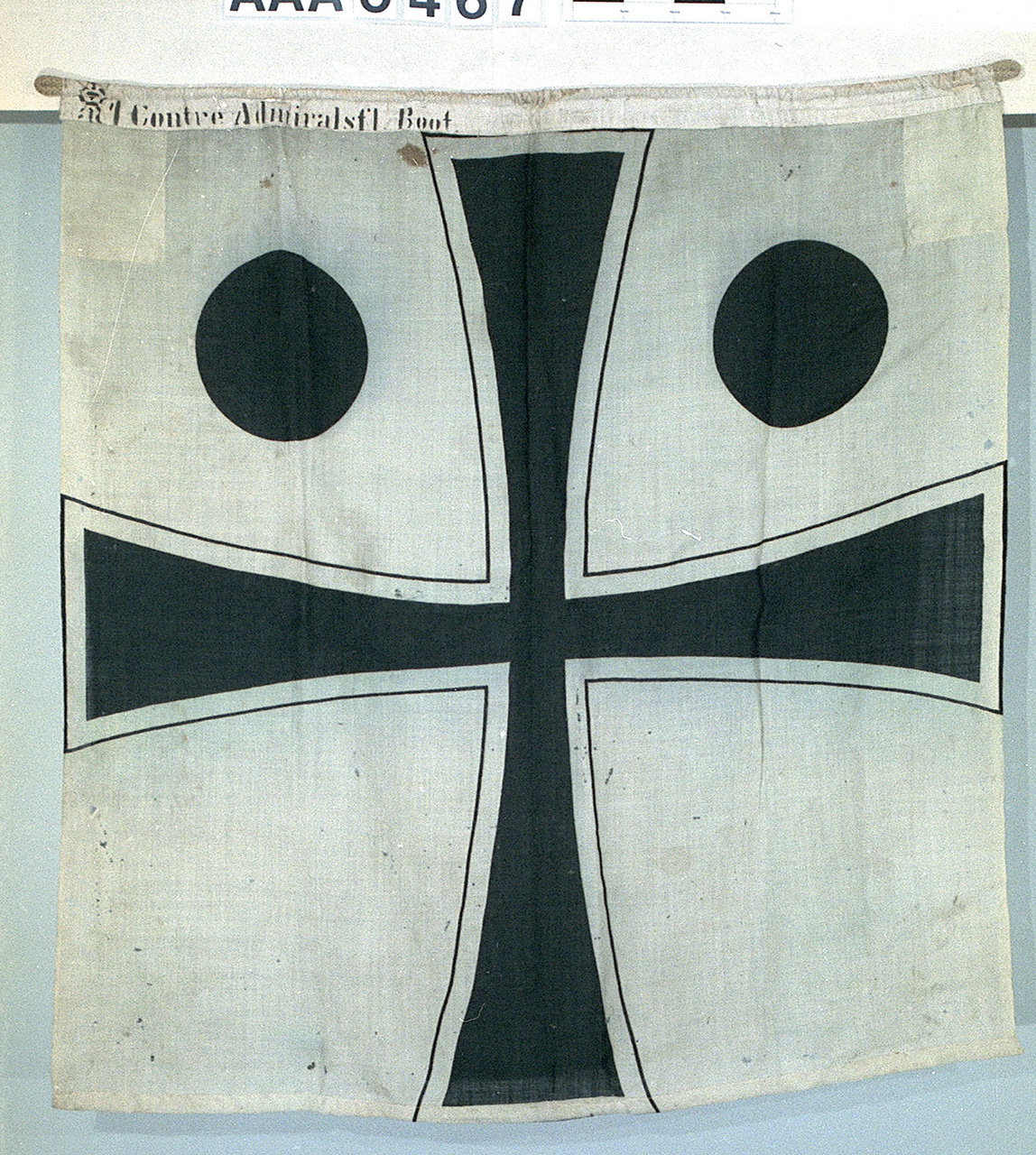
von Reuter tengernagyi lobogója, melyet állítólag a Hindenburgról menekítettek ki az elsüllyesztése után

Az internált német flottát a britek egyre inkább elzárták a külvilágtól és a végén már a ritkán járó postahajókon kívül csak több napos újságokból szerezhettek tudomást a külvilág történéseiről. Von Reuter ezen újságcikkekből tudta meg, hogy 1919. június 21-ét szabták meg a német kormányzat számára határidőnek a békeszerződés aláírására. Az már nem jutott tudomására, hogy ezt pár nappal korábban meghosszabbították. A cikkek alapján az is lehetségesnek tűnt, hogy Németország nem fogja aláírni a szerződést, ami a harcok kiújulását eredményezte volna. Abból a megfontolásból, hogy ebben az esetben az internált német hajók ne kerülhessenek a britek kezére és ne használhassák fel őket a Németország elleni hadműveletekben, von Reuter az érvényben lévőnek hitt határidő lejárta előtt, használhatatlanná kívánta tenni a hajóit.
A zászlóshajójának előzetesen egyeztetett „11-es paragrafus. Megerősíteni.” („Paragraph Elf. Bestätigen.“) zászlójelzésére a Scapa Flow-ban lévő 74 hadihajót legénységük a fenékszelepek megnyitásával megpróbálta elsüllyeszteni. A parancs eredete az egyetemi hallgatók sörfogyasztási kultúrájának szabályzatából ered, melyben a 11. paragrafus jelentése „Folytatódjék az ivászat!” („Es wird fortgesoffen!“) Az önelsüllyesztéshez már korábban megtették az előkészületeket, úgy, hogy a britek arról nem szereztek tudomást. Von Reuter parancsára néhány óra alatt 10 csatahajó, 5 csatacirkáló, 5 könnyűcirkáló és 32 romboló süllyedt el. A Baden csatahajó, az Emden, a Nürnberg és a Frankfurt könnyűcirkálók, a Bremse aknatelepítő cirkáló valamint 14 romboló elsüllyedését megakadályozta a sekély horgonyzóhelyük illetve néhányuk esetében a brit tengerészek fellépése, akik még idejében sekélyebb vizekre vontatták őket. Mindössze négy romboló maradt úszóképes állapotban.
A meglepett britek fegyver alkalmazásával igyekeztek a németeket kényszeríteni a hajóik elsüllyedésének megakadályozására és tüzet nyitottak rájuk. Az események során kilenc német tengerész veszítette életét, közöttük a Markgraf csatahajó parancsnoka, Walter Schuman korvettkapitány, akit még hajóján ért fejlövés, míg másokat a mentőcsónakokban lőttek agyon. Egy németet napokkal később lőtt agyon találomra egy brit tengerész. Ő számít hivatalosan az első világháború utolsó áldozatának.
Von Reuter és 1773 másik német tengerészt a britek ezt követően hadifoglyokként kezelték.  Míg a hadifoglyok többségét hamarosan szabadon bocsátották, von Reutert egészen 1920 januárjáig fogva tartották. Kiszabadulása után Németországban von Reutert hősként fogadták, aki megmentette a német flotta becsületét.

## A háború után
Hazatérése után öt hónappal az erősen csökkentett állományú flotta nyugdíjazta az idős tengernagyot és ezután nem vett részt többé a közéletben. Potsdamba költözve államtanácsos lett és könyvet írt a flotta internálásának megpróbáltatásairól Scapa Flow – A német flotta sírhelye (Scapa Flow – Grab der deutschen Hochseeflotte) címmel, mely mű 1921-ben jelent meg Lipcsében. (A mű német nyelvű kiadása szabadon hozzáférhető az Archiv.org oldalon. Lásd lent.) 

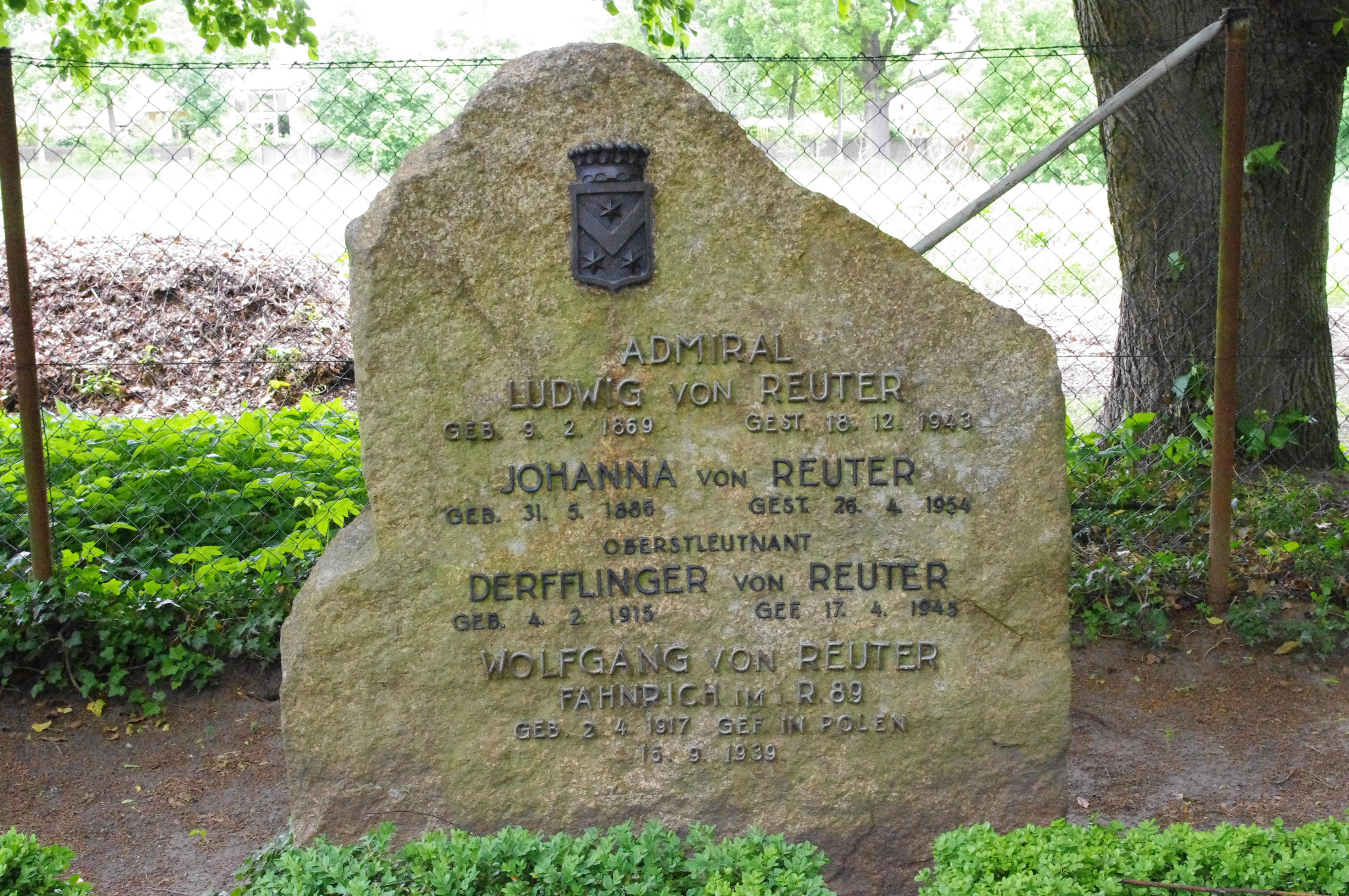
A tengernagy sírköve

1939. augusztus 27-én a tannenbergi csata 25. emléknapján von Reutert tiszteletbeli tengernaggyá léptették elő. 1943. december 18-án szívroham következtében hunyt el Potsdamban. A város Bornstedter Friedhof nevű temetőjében helyezték örök nyugalomra.

## Publikációja
- von Reuter, Ludwig. Scapa Flow – Das Grab der deutschen Flotte. Lipcse: v. Hase & Köhler Verlag (1921)

## Fordítás
- Ez a szócikk részben vagy egészben  a   Ludwig von Reuter című német Wikipédia-szócikk ezen változatának fordításán alapul.  Az eredeti cikk szerkesztőit annak laptörténete sorolja fel. Ez a jelzés csupán a megfogalmazás eredetét és a szerzői jogokat jelzi, nem szolgál a cikkben szereplő információk forrásmegjelöléseként.
- Ez a szócikk részben vagy egészben  a   Ludwig von Reuter című angol Wikipédia-szócikk ezen változatának fordításán alapul.  Az eredeti cikk szerkesztőit annak laptörténete sorolja fel. Ez a jelzés csupán a megfogalmazás eredetét és a szerzői jogokat jelzi, nem szolgál a cikkben szereplő információk forrásmegjelöléseként.